# 君津市民文化ホール
君津市民文化ホール（きみつしみんぶんかホール）は、千葉県君津市に所在する多目的ホール。建物は丹下健三が設計したことでも知られる。

## 設備
多目的ホールである大ホール、音楽専用の中ホール（コンサートホール）、小ホールとしても使えるリハーサル室があり、他に会議室1室、和室3室、練習室2室、楽屋5室を有する。
大ホールはプロセニアム形式で、1階は固定席836席と車いす席4席、2階は固定席360席の総客席数1200席。舞台は間口・奥行各18m・高さ9m。中ホールはシューボックス型で残響可変装置を備える、固定席498席・車椅子席4席の総客席数1200席。舞台は間口13m・奥行き8.8・高さ10m。リハーサル室は幅16.56m・奥行9.35mで、バレエ練習用の手すりと鏡が設えられている。
館山自動車道君津インターチェンジ近くに位置し、君津市の中心市街地からは離れている。

## 交通

### 公共交通機関
- JR内房線 君津駅から、君津市コミュニティバスまたは日東交通「文化ホール前」下車。
- アクアライン高速バス 君津バスターミナルから、徒歩すぐ。

### 自動車
- 館山自動車道 君津インターチェンジ